# Garganornis
Garganornis (il cui nome significa "uccello del Gargano") è un genere estinto di grande uccello anatide probabilmente incapace di volare, vissuto nel Miocene superiore, circa 9-5,5 milioni di anni fa (Messiniano), in quella che oggi è la penisola del Gargano, in Italia. Il genere contiene una sola specie, ossia G. ballmanni, nominata da Meijer, nel 2014. Si ritiene che le sue enormi dimensioni oltre ad essere un esempio di gigantismo insulare, siano un adattamento al vivere in aree esposte e aperte prive di predatori terrestri e come deterrente per i predatori aerei indigeni come la poiana Garganoaetus e il grande barbagianni Tyto gigantea.

## Descrizione

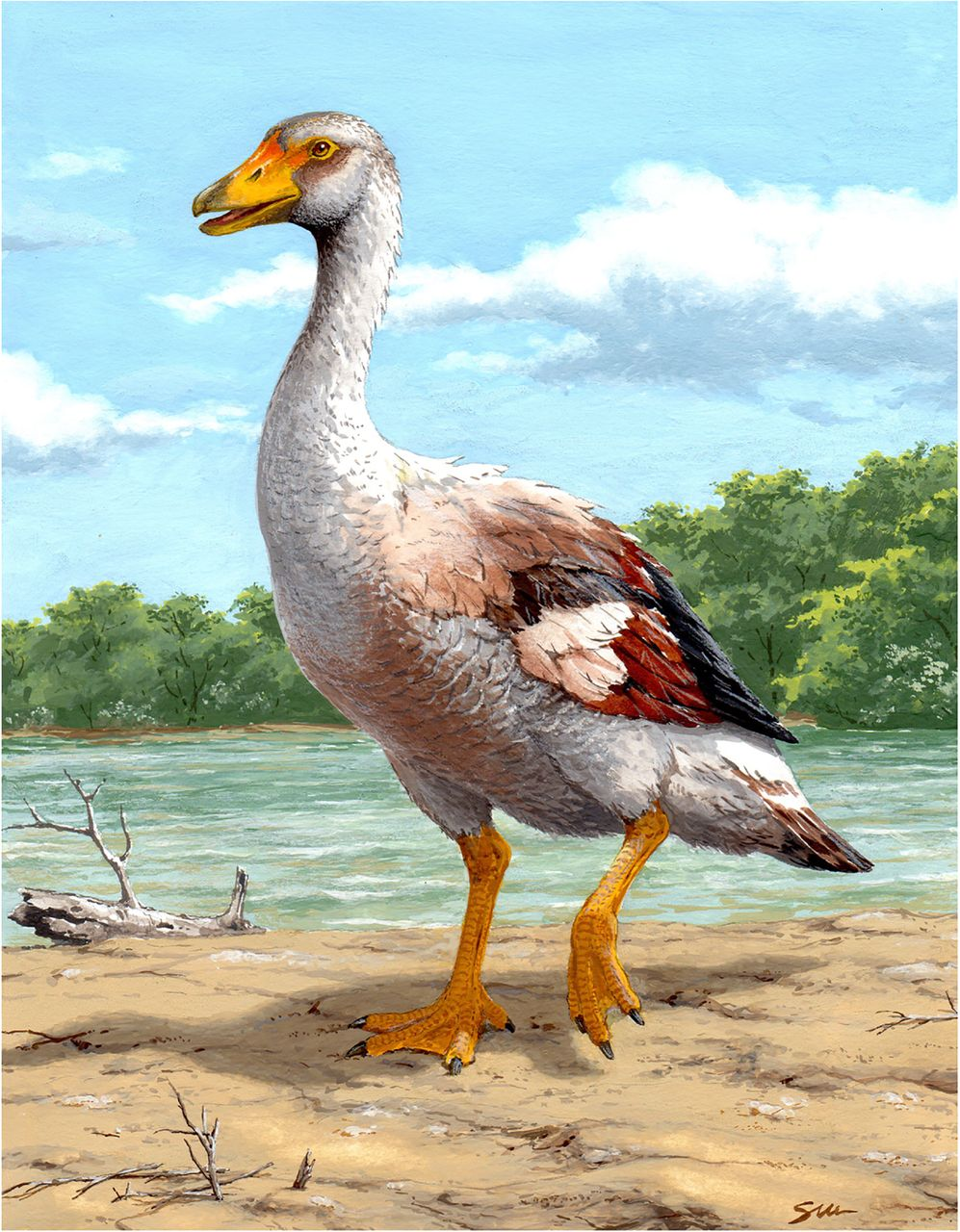
Ricostruzione di Garganornis

Il tibiotarsus di Garganornis è circa il 30% più grande di quello del cigno reale in circonferenza. Sulla base di confronti con quest'ultimo, è stato stimato che Garganornis avesse un peso compreso tra 15-22 chilogrammi (33-49 libbre), più grande di qualsiasi anatide vivente. Ciò suggerisce che questo uccello avesse perso la capacità di volare.
I carpometacarpi conservati dalle ali avevano una corpo corto e robusto, molto più corto di quello di tutti i grandi anseriformi viventi in grado di volare. Anche il carpometacarpo era particolarmente appiattito sulla sua estremità superiore; e la troclea carpale (un processo articolare osseo che guida l'estensione e la flessione delle ali) è ridotto e di forma debole, limitando il movimento del polso - entrambi probabili adattamenti a uno stile di vita attero, incapace di volare.
In alcuni esemplari di Garganornis, il metacarpo risultava modificato, con una concrezione ossea che in vita poteva ospitare un falso artiglio. Molti anseriformi e columbidi, sia estinti (es. il Solitario di Rodriguez, Cygnus falconeri) che non estinti (es. anhimidi, oche armate, anatre vaporiere, etc.) presentano metacarpi appuntiti o molto irrobustiti, usati principalmente nei combattimenti. Probabilmente lo sperone veniva usato in combattimenti intraspecifici, ma poteva essere utilizzato benissimo per difendersi dai predatori. Anseriformi e columbidi non sono gli unici uccelli ad aver evoluto falsi artigli: anche alcuni Caradriformi come la Pavoncella (Vanellus sp.) presentano un insolito artiglio, mentre un ibis estinto (Xenicibis) aveva un'ala irrobustita usata come clava.
Allo stesso modo, breve e robusto era il tarsometatarsus del piede. I processi noti come troclea metatarsale II e IV, nella porzione inferiore del tarsometatarsus, sono più simili in lunghezza rispetto alla maggior parte degli altri anseriformi, ad eccezione dell'oca di Cape Barren, dei kamichi e del gigantesco cigno estinto Cygnus falconeri. Anche le falangi delle dita dei piedi sono relativamente robuste e simili ad altri giganteschi anseriformi; tuttavia, le impressioni dei legamenti sulle ossa sono più deboli e meno definite.

## Classificazione
Diverse caratteristiche del tibiotarsus consentono al Garganornis di collocarsi definitivamente nell'ordine Anseriformes: il condilo mediale è angolato medialmente e presenta una proiezione alla sua estremità anteriore; e il canale del tendine estensore è posto centralmente sopra la fossa intercondiloidea. Le caratteristiche del carpometacarpo consentono una classificazione più specifica all'interno della famiglia Anatidae: il processo estensore è parallelo alla troclea carpale e non è inclinato verso il basso; il processo pisiforme è ampio e privo di punta; e una piccola manopola è presente sopra il carpo caudalefovea.
Garganornis condivide in modo particolare una serie di caratteristiche nel tibiotarsus con un altro gruppo di grandi anseriformi, i Gastornithidae. In particolare, la fossa intercondiloide è ampia, l'apertura inferiore del canale dell'estensore è circolare (sebbene sia posizionata più centralmente rispetto ai condili che nei gastornitoidi), il solco dell'estensore è relativamente profondo, e il pons supratendineus (a proiezione sopra l'apertura del canale estensore) ha una depressione sul fianco. Tuttavia, dato che i gastornithidi e altre specie del Paleogene non sembrano essere sopravvissuti - o addirittura aver raggiunto - questa regione, è più probabile che questi tratti condivisi siano adattamenti convergenti a dimensioni corporee gigantesche.

## Storia della scoperta

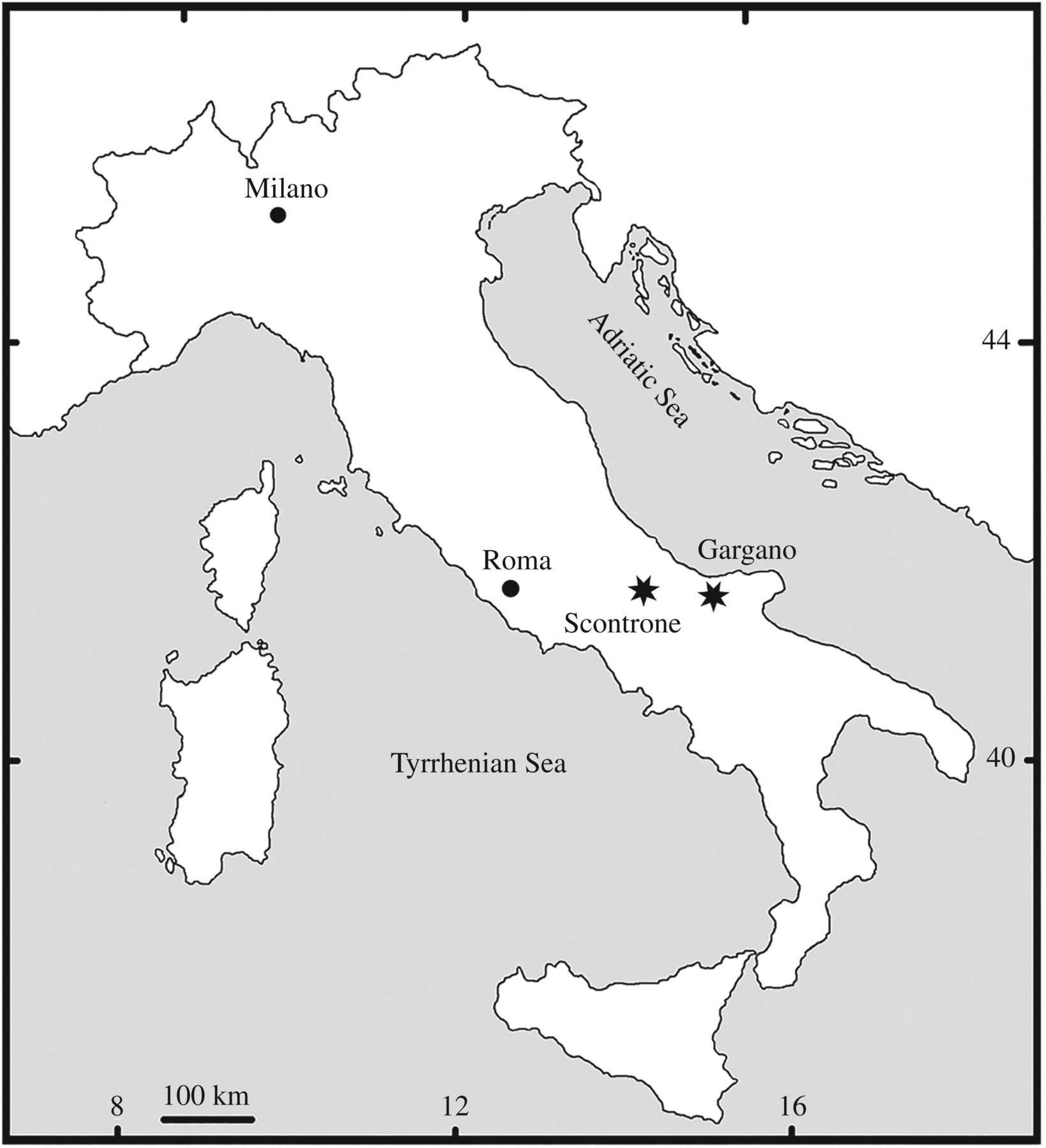
Siti fossiliferi del Gargano e Scontrone

I primi resti di Garganornis sono stati scoperti dalla fessura Posticchia 5 presso il comune di Apricena, nel Gargano, Italia. Questi depositi fanno parte dell'assemblaggio faunistico del Miocene Mikrotia (che prende il nome da un abbondante roditore muride omonimo), datato a 6-5,5 milioni di anni fa. L'olotipo è costituito da un singolo tibiotarsus sinistro parziale, catalogato come RGM 443307, descritto da Meijer, nel 2014.
Materiale aggiuntivo è stato successivamente ritrovato nel Gargano e descritto da Pavia et al. (2016), composto da carpometacarpi parziali (DSTF-GA 49, NMA 504/1801), un singolo tibiotarsus danneggiato (DSTF-GA 77), tarsometatarsi parziali (RGM 425554, RGM 425943) e varie ossa di falangi del piede (MGPT- PU 135356, RGM 261535, RGM 261945). Inoltre, alcuni materiali geologicamente precedenti, ma morfologicamente comparabili sono stati descritti dalla località di Scontrone, che è vicina alla città di Scontrone ed è stato datato a 9 milioni di anni fa. Questo materiale consiste in un tarsometatarsus quasi completo, SCT 23; sebbene sia separato temporalmente dal materiale precedentemente descritto, la morfologia e le dimensioni insolitamente grandi dell'osso suggeriscono che appartenga a Garganornis.
Il nome del genere Garganornis deriva dall'area generale del Gargano, in cui sono stati scoperti i fossili olotipici; il suffisso greco ornis significa "uccello". Il nome della specie, ballmanni onora Peter Ballmann, che per primo descrisse gli uccelli del Gargano.

## Paleoecologia

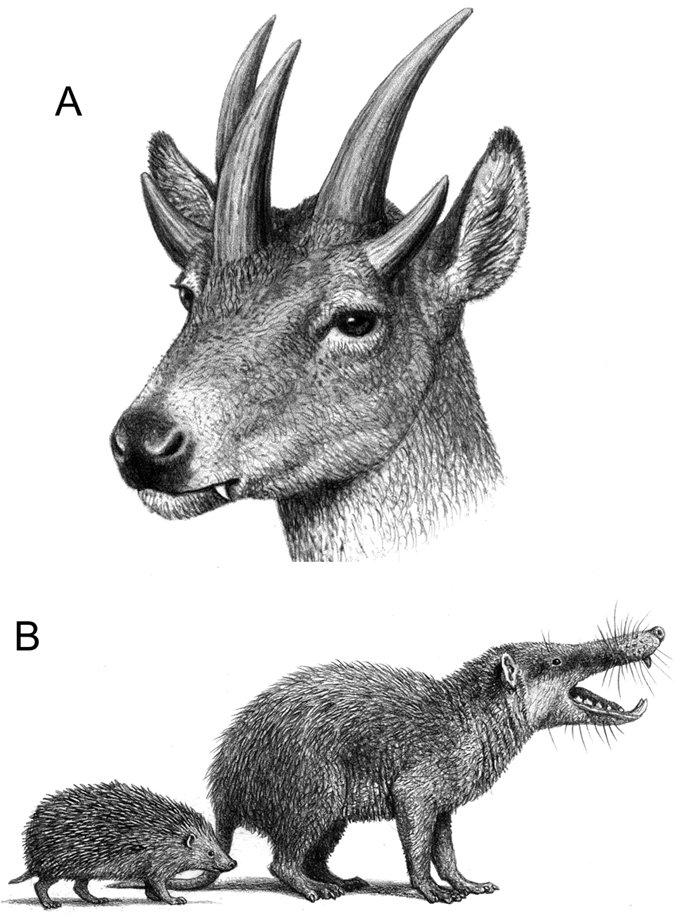
Mammiferi della fauna Mikrotia: Hoplitomeryx (A) e Deinogalerix (B, a confronto con un riccio europeo, Erinaceus europaeus

Gli studi condotti da P. Ballmann negli anni '70 hanno rivelato una variegata fauna avicola nella località del Gargano, composta da 16 diversi taxa; Studi successivi hanno stabilito la presenza di 10 taxa distinti aggiuntivi (escluso Garganornis), portando il totale a 26. Questi includono gli anatidi Anas cf. velox e un anatide anonimo aggiuntivo; le poiane giganti Garganoaetus freudenthali e G. murivorus, nonché un accipitride anonimo più piccolo; il phasianide Palaeortyx volans; i gufi Tyto robusta, T. gigantea, "Strix" perpasta, un'altra specie riferita a Strix, una specie addizionale riferita ad Athene, e un taxon senza nome precedentemente riferito a T. sanctialbani; il piccione Columba omnisanctorum; il rondone Apus wetmorei; i beccacci Calidris sp. e un taxon senza nome; un threskiornitide; un picchio; un oscine; due ralli; due caradriiformi; un'otarda; un uccello topo; e un corvide. Ad oggi Garganornis è l'unico uccello del Gargano presente nelle località di Scontrone; la mancanza di altri uccelli del Gargano a Scontrone è probabilmente il risultato della tafonomia del luogo.
Oltre agli uccelli, vari mammiferi, rettili e anfibi sono conosciuti dalle località del Gargano e di Scontrone. In particolare, il gigantesco muride Mikrotia (comprese le specie M. magna, M. parva e M. maiuscula), molto abbondante nella regione; il genere presta il nome all'intero ecosistema locale, che è diventato noto come la fauna di Mikrotia. È presente anche un secondo muride, Apodemus sp.. Altri roditori includono il ghiro gigante Stertomys laticrestatus, S. daunius e S. lyrifer, insieme alle specie più piccole S. deguili, S. simplex e S. daamsi; e i criceti Hattomys gargantua, H. nazarii, Neocricetodon sp. e Apocricetus sp. I galericini (ricci pelosi) Deinogalerix freudenthalli, D. minor, D. intermedius, D. brevirostris, D. koenigswaldi e D. masinii erano anch'essi giganti, mentre il loro parente più piccolo Apulogalerix cf. popolava anch'esso la zona. Altri mammiferi sono il toporagno Lartetium cf. dehmi; i pika Prolagus apricenicus e P. imperialis; il cervo Hoplitomeryx mathei e la lontra "Paralutra" garganensis. Nei fiumi e nelle paludi della regione vivevano anche il coccodrillo nano, riferito a Crocodylus sp., e la rana dipinta Latonia gigantea.
Garganornis e il resto della fauna di Mikrotia sono stati datati al Tortoniano del Miocene superiore. Durante il Miocene, le aree del Gargano e di Scontrone facevano parte di un arcipelago isolato che è stato denominato Palaeobioprovince Puglia-Abruzzi, la cui isola più nota è l'Isola del Gargano. I piccoli mammiferi, compresi i gymnuri antenati di Deinogalerix, probabilmente raggiunsero queste isole attraverso zattere naturali di mangrovie.